# 6991 Chichibu
6991 Chichibu este un asteroid din centura principală de asteroizi.

## Descriere
6991 Chichibu este un asteroid din centura principală de asteroizi. A fost descoperit pe 6 ianuarie 1995 la Oizumi de Takao Kobayashi. El prezintă o orbită caracterizată de o semiaxă mare de 2,40 ua, o excentricitate de 0,20 și o înclinație de 5,8° în raport cu ecliptica.